# Meir M. Lehman
Meir M. "Manny" Lehman (ur. 24 stycznia 1925 w Londynie, zm. 29 grudnia 2010 w Jerozolimie) – brytyjski profesor w School of Computing Science na Uniwersytecie Middlesex. Od 1972 do 2002 był profesorem i dyrektorem Departamentu Komputerowego w Imperial College London. Jego wkład w badania to wczesne stwierdzenie zjawiska ewolucji oprogramowania i prawa ewolucji oprogramowania Lehmana. Był członkiem Royal Academy of Engineering.